# Cryphia olivacea
Cryphia olivacea là một loài bướm đêm thuộc họ Noctuidae. Loài này có ở British Columbia, phía nam đến California.
Sải cánh dài khoảng 26 mm.